# Majur
 Ovo je glavno značenje pojma Majur. Za naselje u općini Farkaševac pogledajte Majur (Farkaševac).
Majur je općina u Hrvatskoj, u Sisačko-moslavačkoj županiji.

## Zemljopis
Općina Majur smještena je na prostoru Banovine u srednjem toku rječice Sunje. Naselje Majur nalazi se na prometnom pravcu iz Sunjske posavine prema Kostanjičkom Pounju.

## Stanovništvo
Prema popisu stanovništva iz 2001. godine općina Majur ima oko 1500 stanovnika od čega Hrvati čine apsolutnu većinu stanovništva sa skoro 80% stanovništva.
| broj stanovnika | 2979  | 3006  | 3173  | 3812  | 4084  | 4309  | 4070  | 4388  | 3993  | 4091  | 3930  | 3505  | 2972  | 2555  | 1490  | 1185  | 760   |
|                 | 1857. | 1869. | 1880. | 1890. | 1900. | 1910. | 1921. | 1931. | 1948. | 1953. | 1961. | 1971. | 1981. | 1991. | 2001. | 2011. | 2021. |

| broj stanovnika | 350   | 407   | 427   | 484   | 460   | 518   | 495   | 567   | 521   | 531   | 587   | 617   | 561   | 532   | 372   | 324   | 272   |
|                 | 1857. | 1869. | 1880. | 1890. | 1900. | 1910. | 1921. | 1931. | 1948. | 1953. | 1961. | 1971. | 1981. | 1991. | 2001. | 2011. | 2021. |

## Uprava
Tijela Općine Majur su:
- Općinsko vijeće Općine Majur,
- Općinski načelnik Općine Majur, i
- Općinsko poglavarstvo Općine Majur.

Općinsko vijeće ima 11 članova.
Općinski dan je dan utemeljenja Općine Majur, 20. svibnja.

## Šport
- NK Radnik Majur

## Vanjske poveznice
- Službene stranice općine Majur